# Unda (fiume)
L'Unda (in russo Унда?) è un fiume della Russia siberiana orientale, affluente di destra dell'Onon. Scorre nei rajon Aleksandrovo-Zavodskij, Šelopuginskij, Balejskij del Territorio della Transbajkalia.

## Percorso
Ha origine dagli speroni orientali dei monti Kukul'bej ad un'altitudine di circa 1 000 m sul livello del mare. Sfocia nel fiume Onon a 57 km dalla foce. La sua lunghezza è di 273 km, l'area del bacino è di 9 170 km². Il fiume attraversa la città di Balej. Tra i suoi maggiori affluenti il Talanguj.